# Finala Campionatului European de Fotbal 1996
Finala UEFA Euro 1996 a fost un meci disputat între Cehia și Germania. Germania a câștigat cu 2 - 1 după prelungiri.

## Detalii meci
| Cehia             | 1 – 2 (d.p.) | Germania         |
| ----------------- | ------------ | ---------------- |
| Berger 59' (pen.) | (Cronică)    | Bierhoff 73' 95' |

| Cehia | Germania |

| CEHIA:      |    |                 |     |     |
|             |    |                 |     |     |
| P           | 1  | Petr Kouba      |     |     |
| FD          | 3  | Jan Suchopárek  |     |     |
| FC          | 5  | Miroslav Kadlec |     |     |
| FC          | 15 | Michal Horňák   | 47' |     |
| FS          | 19 | Karel Rada      |     |     |
| MD          | 4  | Pavel Nedvěd    |     |     |
| MC          | 7  | Jiří Němec      |     |     |
| MC          | 13 | Radek Bejbl     |     |     |
| MS          | 14 | Patrik Berger   |     |     |
| A           | 8  | Karel Poborský  |     | 88' |
| A           | 9  | Pavel Kuka      |     |     |
| Rezerve:    |    |                 |     |     |
| A           | 17 | Vladimír Šmicer |     | 88' |
| Antrenor:   |    |                 |     |     |
| Dušan Uhrin |    |                 |     |     |

| GERMANIA:   |    |                  |     |     |
|             |    |                  |     |     |
| P           | 1  | Andreas Köpke    |     |     |
| L           | 6  | Matthias Sammer  | 69' |     |
| FC          | 5  | Thomas Helmer    | 63' |     |
| FC          | 21 | Dieter Eilts     |     | 46' |
| FD          | 14 | Markus Babbel    |     |     |
| FS          | 17 | Christian Ziege  | 91' |     |
| MC          | 10 | Thomas Hässler   |     |     |
| MC          | 19 | Thomas Strunz    |     |     |
| MO          | 8  | Mehmet Scholl    |     | 69' |
| A           | 11 | Stefan Kuntz     |     |     |
| A           | 18 | Jürgen Klinsmann |     |     |
| Rezerve:    |    |                  |     |     |
| M           | 3  | Marco Bode       |     | 46' |
| A           | 20 | Oliver Bierhoff  |     | 69' |
| Antrenor:   |    |                  |     |     |
| Berti Vogts |    |                  |     |     |

| Arbitrii asistenți: Donato Nicoletti Tullio Manfredini Al patrulea arbitru: Marcello Nicchi |

### Statistici
| Statistic         | Cehia | Germania |
| ----------------- | ----- | -------- |
| Goluri marcate    | 1     | 2        |
| Cartonașe galbene | 1     | 3        |
| Cartonalșe roșii  | 0     | 0        |